# Граф Нельсон

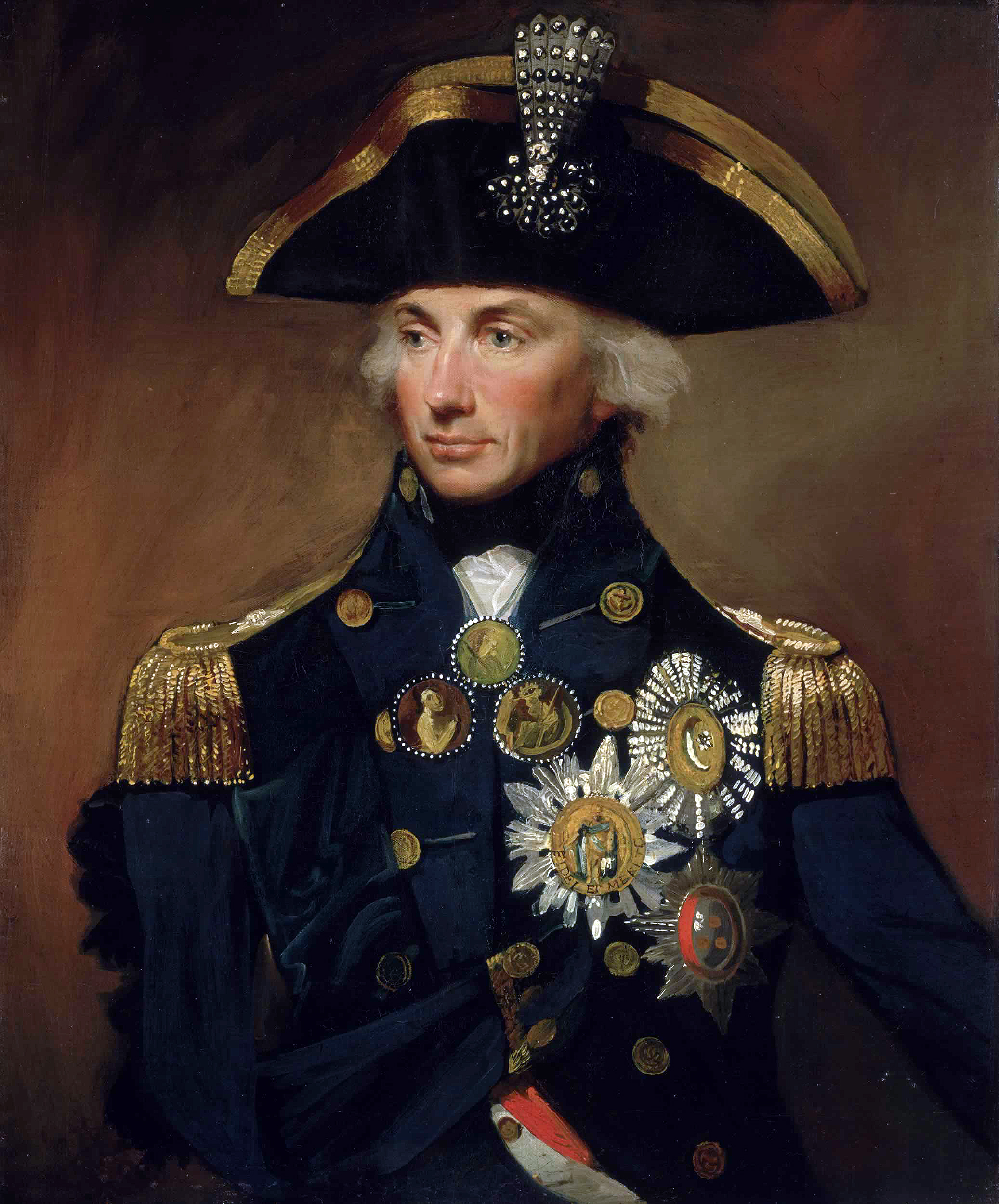
Горацио Нельсон, 1-й виконт Нельсон

Граф Нельсон из Трафальгара и Мертона в графстве Суррей (англ. Earl Nelson) — наследственный титул в системе Пэрства Соединённого королевства. Он был создан в 1805 году для Уильяма Нельсона (1757—1835), старшего брата знаменитого британского флотоводца, адмирала Горацио Нельсона (1758—1805), прославившегося в войнах против Наполеона.

## История титула и семьи Нельсон
Титул графа Нельсона был создан 20 ноября 1805 года для Уильяма Нельсона, 2-го барона Нельсона, старшего брата знаменитого адмирала Горацио Нельсона, 1-го виконта Нельсона. Семья Нельсон происходила из Норфолка. Преподобный Эдмунд Нельсон (1722—1802), ректор Хиллборо и Бернем-Торпа в графстве Норфолк. Он женился на Кэтрин Саклинг, чья бабка по материнской линии Мэри Уолпол (1673—1701), была сестрой Роберта Уолпола, 1-го графа Орфорда, и Горацио Уолпола, 1-го барона Уолпола из Вортертона. Пятым сыном Эдмунда Нельсона был знаменитый адмирал Горацио Нельсон. После разгрома французов в битве на Ниле в 1798 году Нельсон стал пэром Великобритании, получив титул барона Нельсона из Нила и Бернем-Торпа в графстве Норфолк (6 ноября 1798). В 1799 году король Обеих Сицилий Фердинанд I пожаловал ему титул герцога ди Бронте. Горацио Нельсон получил разрешение от королевского двора на использование этого титула в Великобритании. После победы над датским флотом в битве под Копенгагеном в апреле 1801 года Нельсон стал виконтом Нельсоном из Нила и Бернем-Торпа в графстве Норфолк (22 мая 1801). 18 августа того же года для него был создан титул барона Нельсона из Нила и Хиллборо в графстве Норфолк. Оба титула являлись пэрством Соединённого королевства. Лорд Нельсон погиб в Трафальгарском сражении 21 октября 1805 года. У него не было законных сыновей, и после его смерти титулы барона от 1798 года и виконта прервались.
Но титулы барона Нельсона (креация 1801 года) и герцога Бронте унаследовал его старший брат, преподобный Уильям Нельсон (1757—1835). В ноябре 1805 года для него был создан титул виконта Мертона из Трафальгара и Мертона в графстве Суррей, и графа Нельсона из Трафальгара и Мертона в графстве Суррей, в честь его покойного младшего брата Горацион Нельсона. Оба титула являлись пэрством Соединённого королевства. Он скончался, не оставив после себя сыновей. Герцогский титул унаследовала его дочь Леди Шарлотта Мэри Худ (1787—1873), жена Сэмюэля Худа, 2-го барона Бридпорта (1788—1868). Титул графа Нельсона получил его племянник Томас Болтон, 2-й граф Нельсон (1786—1835). Он был сыном Сюзанны Болтон, сестры 1-го графа Нельсона и супруги Томаса Болтона из Уэллса в Норфолке. Он принял фамилию «Нельсон». Через 8 месяцев после принятия титула графа Нельсона он скончался. Ему наследовал его старший сын, Горацио Нельсон, 3-й граф Нельсон (1823—1913). Его преемником стал его третий сын, Томас Горацио Нельсон, 4-й граф Нельсон (1857—1947). Он не был женат, и после его смерти в 1947 году титулы перешли к его 87-летнему младшему брату, Эдварду Нельсону, 5-му графу Нельсону (1860—1951). Он был преподавателем астрономии и антропологии. Ему наследовали два младших брата, 7-й и 8-й графы Нельсон.
По состоянию на 2025 год, обладателем графского титула является Саймон Джон Горацио Нельсон, 10-й граф Нельсон (род. 1971), старший сын и преемник Питера Джона Горацион Нельсона, 9-го графа, наследовавший отцу в 2009 году.
- Достопочтенный Морис Горацио Нельсон (1832—1914), третий сын 2-го графа Нельсона, контр-адмирал британского флота
- Его старший сын Морис Генри Горацио Нельсон (1864—1942), кэптен Королевского флота.

## Барон Нельсон, первая креация (1798)

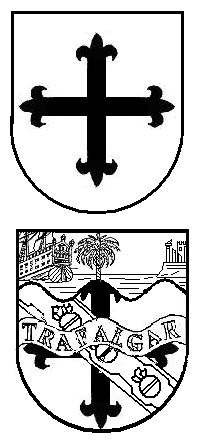
Герб рода Нельсонов

- Горацио Нельсон, 1-й барон Нельсон (29 сентября 1758 — 21 октября 1805), пятый сын приходского священника Эдмунда Нельсона (1722—1802) и Кэтрин Саклинг (1725—1767), с 1805 года — виконт Нельсон.

## Виконт Нельсон (1801)
- Горацио Нельсон, 1-й виконт Нельсон, 1-й барон Нельсон (29 сентября 1758 — 21 октября 1805), пятый сын преподобного Эдмунда Нельсона (1722—1802) и Кэтрин Саклинг (1725—1767).

## Барон Нельсон, вторая креация (1801)
- Горацио Нельсон, 1-й виконт Нельсон, 1-й барон Нельсон (1758—1805), пятый сын преподобного Эдмунда Нельсона (1722—1802) и Кэтрин Саклинг (1725—1767);
- Уильям Нельсон, 2-й барон Нельсон (20 апреля 1757 — 28 февраля 1835), четвертый сын преподобного Эдмунда Нельсона (1722—1802) и Кэтрин Саклинг (1725—1767), граф Нельсон с 1805 года.

## Графы Нельсон (1805)

Герб Уильяма Нельсона, 1-го графа Нельсона

- 1805—1835: Уильям Нельсон, 1-й граф Нельсон (20 апреля 1757 — 28 февраля 1835), четвертый сын преподобного Эдмунда Нельсона (1722—1802) и Кэтрин Саклинг (1725—1767), старший брат Горацио Нельсона;
- 1835—1835: Томас Нельсон, 2-й граф Нельсон (7 июля 1786 — 1 ноября 1835), старший сын Томаса Болтона (1752—1834) и Сюзанны Нельсон (1755—1813), сестры Горацио и Уильяма Нельсонов;
- 1835—1913: Горацио Нельсон, 3-й граф Нельсон (7 августа 1823 — 25 февраля 1913), старший сын предыдущего;
- 1913—1947: Томас Горацио Нельсон, 4-й граф Нельсон (21 декабря 1857 — 30 сентября 1947), третий сын предыдущего;
- 1947—1951: Эдвард Агар Горацио Нельсон, 5-й граф Нельсон (10 августа 1860 — 30 января 1951), пятый сын 3-го графа Нельсона;
- 1951—1957: Альберт Фрэнсис Джозеф Горацио Нельсон, 6-й граф Нельсон (2 сентября 1890 — 23 июня 1957), старший сын предыдущего;
- 1957—1972: Генри Эдвард Джозеф Горацио Нельсон, 7-й граф Нельсон (22 апреля 1894 — 8 августа 1972), второй сын 5-го графа Нельсона;
- 1972—1981: Джордж Джозеф Горацио Нельсон, 8-й граф Нельсон (20 апреля 1905 — 21 сентября 1981), пятый сын 5-го графа Нельсона;
- 1981—2009: Питер Джон Горацио Нельсон, 9-й граф Нельсон (9 октября 1941 — 28 марта 2009), старший сын предыдущего достопочтенного Джона Марии Джозефа Горацио Нельсона (1908—1970) и внук 5-го графа Нельсона;
- 2009 — настоящее время: Саймон Джон Горацио Нельсон, 10-й граф Нельсон (род. 21 сентября 1971), второй сын предыдущего от первого брака;
  - Наследник: Томас Джон Горацио Нельсон, виконт Мертон (род. 27 апреля 2010), единственный сын предыдущего.